# マイナス人生オーケストラ
マイナス人生オーケストラ（まいなすじんせいおーけすとら）は、日本のヴィジュアル系ロックバンド。

## 概要
2008年9月結成。ポップでキャッチーでディスコでパンクロック。されど総てが毒まみれ。
音楽を主とした、なんか面白い事を追求する集団。ライヴ公演を自己啓発セミナァ、君達を負リークス(フリークス)と呼ぶ。
ライヴは自己啓発セミナァ。 素っ頓教の教えに則り、プチ運動会的な演奏を行う。ヲタ芸を打ち、ジュリアナ扇子が舞う。
通称[本隊]は人間4人+虫1匹での活動。コントがあったり、飛び入りメンバーがいたり、色々カオスだったりする。思わず豆腐も空を飛ぶ。

## 略歴
- 2008年結成。

- 2015年 寺子屋に所属

- 2016年10月15日 凍結（活動休止）

- 2017年3月4日 解凍（活動再開）

- 2019年6月2日 解散

```
 永い旅の終わり。
```

## メンバー
- 栗山"HaL"ヰヱス
  - VOCALOID。活動コンセプトのひとつである、新興宗教団体「素っ頓教」の教祖
  - 作詞・作曲の他、プログラミング、デザイン等も担当する
  - 6月2日生まれ

- 緇屋ゆっけ
  - GUITAROID
  - 4月29日生まれ
  - 2011年4月2日加入

- 矢沢もとはる
  - GUITAROID
  - 12月27日生まれ
  - 2016年12月28日加入

- 小川万次郎
  - BASSOID
  - 3月24日生まれ
  - 2018年3月4日再加入

- 生虫
  - DORAMUSHI
  - 8月26日生まれ
  - 2012年4月2日加入

### 旧メンバー
- 小川"ホンコン"小太郎
  - BASSOID
  - 3月24日生まれ
  - 2016年7月8日脱退

- 石原"零"ザムザ
  - GUITAROID
  - 3月14日生まれ
  - 2013年5月30日解雇

- 秋口"HiDe"ピカソ
  - DRUMUSUKO
  - 9月3日生まれ
  - 2012年2月10日脱退

## ディスコグラフィ

### オムニバス参加作品
| 発売日        | タイトル                            | 規格品番 | 収録曲                                                | 備考 | 価格          |
| ------------- | ----------------------------------- | -------- | ----------------------------------------------------- | ---- | ------------- |
| 2010年12月1日 | Alamode Magazine CD Vol.01          | AMCD-1   | 「不幸自慢(Ver.02)」収録                              |      | ￥2,100(税込) |
| 2011年1月26日 | STAND UP SONIC                      | UCCD-280 | 「FREAKS A GO!GO!」収録                               |      | ￥3,150(税込) |
| 2014年5月14日 | DEAD WEST VOL.1～西日本V BATTLE！～ | DCCA-53  | 「空想未来のススメ -他力本願編-」と「復讐甲子園」収録 |      | ￥2,000+税    |
| 2014年6月25日 | 妖幻鏡-WEST- The Conquest of NANIWA | PRWC-1   | 「桐島、人間やめるってよ」収録                        |      | ￥3,000+税    |